# Us and Them (песня)
«Us and Them» (с англ. — «Мы и они») — композиция из студийного альбома The Dark Side of the Moon (1973) группы Pink Floyd, самая длинная в этом альбоме.

## История написания
Мелодия «Us and Them» была изначально написана Ричардом Райтом для фильма «Забриски-пойнт» и представляла собой фортепианную пьесу с названием «The Violent Sequence» («Эпизод насилия»). Однако режиссёр Микеланджело Антониони не принял эту музыку для саундтрека, и композиция была выпущена только в альбоме The Dark Side of the Moon — её дополнили вокальными партиями в исполнении Дэвида Гилмора и Ричарда Райта, а также партиями саксофона, которые записал Дик Перри.
В 2001 году «Us and Them» была включена также в сборник Echoes: The Best of Pink Floyd. В этой версии была несколько изменена её финальная часть, так как после неё в сборнике следовала не «Any Colour You Like», как в оригинальной записи на альбоме The Dark Side of the Moon, а композиция «Learning to Fly».
Роджер Уотерс включил «Us and Them» в репертуар своего концертного тура The Dark Side of the Moon Live (2006—2008). Ведущую вокальную партию в песне исполнял клавишник Джон Карин.

## Участники записи
Pink Floyd:
- Дэвид Гилмор — электрические гитары, ведущий вокал
- Ричард Райт — орган Хаммонда, фортепиано, гармонический вокал (в припевах)
- Роджер Уотерс — бас-гитара, фузз-бас
- Ник Мейсон — ударные

приглашённые музыканты:
- Дик Пэрри — тенор-саксофон
- Лесли Дункан, Дорис Трой, Барри Сент-Джон, Лиза Страйк — бэк-вокал